# Leucospis ignota
Leucospis ignota är en stekelart som beskrevs av Walker 1862. Leucospis ignota ingår i släktet Leucospis och familjen Leucospidae. Inga underarter finns listade i Catalogue of Life.